# T̈
A T̈ (kisbetűvel: ẗ), kiejtve  trémás T, egy olyan graféma, melyet az arab nyelv iso 233 szerinti  átírásakor és az uráli fonetikai ábécében használnak. Szerepel a Sierra Juárez-i zapoték nyelv leírásában is. Részei a T betű és a tréma diakritikus jel.

## Karakterkódolás
A trémás T-t az Unicode-ban a következőképpen lehet megjeleníteni:
| Karakterkészlet | Kisbetű (ẗ) | Nagybetű (T̈)   |
| --------------- | ----------- | -------------- |
| Unicode         | U+1E97      | U+0054; U+0308 |

## Lásd még
- T
- Tréma